# Romuald Traugutt
Romuald Traugutt (16. ledna 1826, Šastakova, poblíž Brestu, nyní Bělorusko – 5. srpna 1864, Varšava) byl polský generál a národní hrdina.
V mládí vstoupil do ruské armády, kde se stal důstojníkem. Proslavil se za lednového povstání, během něhož byl od října 1863 diktátorem. Po porážce povstání byl 5. srpna 1864 oběšen.